# Juan Sebastián Verón
Juan Sebastián Verón (La Plata, 9 maart 1975) is een Argentijns voormalig voetballer. Hij was vooral bekend als multifunctionele middenvelder van SS Lazio. Vanaf juni 2006 stond Verón onder contract bij Estudiantes, waar hij zijn actieve carrière op 24 juni 2012 afsloot. In 2013 kwam hij terug op zijn beslissing en ging terug voetballen voor aanzienlijk minder salaris bij Estudiantes.

## Clubvoetbal
Veróns profcarrière begon in 1994 bij Estudiantes de la Plata. Bij deze club had ook zijn vader Juan Ramón Verón gespeeld in de jaren zestig als technische vleugelspeler in een verder snoeiharde ploeg vol vechtersbazen. Deze had de bijnaam La Bruja (De Heks) vanwege zijn haakneus en magistrale acties, en Verón junior wordt daarom La Brujita (De Kleine Heks) genoemd. Bij Estudiantes vormde Juan Sebastián Verón een succesvol koppel met spits Claudio López, die later naar Valencia zou vertrekken.
In 1995 maakte Verón de overstap naar de topclub Boca Juniors. Hier speelde hij nog samen met de afbouwende Diego Maradona. Door zijn goede spel daar, haalde Sampdoria Verón in 1996 naar Europa. In Italië ontwikkelde de middenvelder zich tot een internationale ster. Via Parma (1998–1999) kwam hij in 1999 bij SS Lazio. Hier behaalde Verón in 2000 met Lazio de kwartfinale van de UEFA Champions League en werd hij Italiaans kampioen. In 2001 raakte Verón in opspraak doordat hij een vervalst Italiaanse paspoort zou bezitten. De Italiaanse justitie eiste twee jaar schorsing tegen hem, maar uiteindelijk bleek Verón onschuldig.
Aangeslagen door de hele affaire verliet hij Italië en ging hij in de Premier League spelen, maar zowel bij Manchester United (2001–2003) als Chelsea (2003–2004) kende hij weinig succes. In 2004 keerde hij op huurbasis terug naar Italië om daar voor Internazionale te gaan spelen. Na twee seizoenen bij de club uit Milaan te hebben gespeeld, besloot Verón in 2006 terug te keren naar Argentinië om voor Estudiantes, de club waar zijn carrière begon, te gaan spelen. In 2008 werd hij bij deze club verkozen tot Zuid-Amerikaans voetballer van het jaar. Ondanks dat hij dat jaar geen prijzen won, bleef hij Juan Román Riquelme en Salvador Cabañas met enkele stemmen voor.
Op 19 juli 2013 maakte Verón bekend dat hij terug zou keren op het voetbalveld. Hij tekende een contract voor een jaar bij de club Estudiantes. Na dat seizoen stopte hij weer en werd hij voorzitter van dezelfde club. Op 29 december 2016 tekende hij weer voor anderhalf jaar, als inlossing van de belofte weer te gaan voetballen als 65 procent van de plaatsen in het stadion gevuld zouden worden.

## Nationaal elftal
Juan Sebastián Verón was jarenlang onomstreden in het nationaal elftal van Argentinië. De middenvelder nam deel aan onder andere het WK 1998 in Frankrijk en het WK 2002 in Japan en Zuid-Korea. In 1998 werd Verón met Argentinië in de kwartfinale uitgeschakeld door Nederland, in 2002 kwamen Los Gauchos niet verder dan de groepsfase.
Na de aanstelling van José Pékerman, als bondscoach van Argentinië in 2004, raakte Verón zijn plaats als spelverdeler kwijt aan Juan Román Riquelme. Hij werd lange tijd niet meer geselecteerd, maar bij de strijd om de Copa America van 2007 was hij echter weer van de partij.

## Spelerstatistieken
| Seizoen | Club              | Land       | Competitie       | Wedstrijden | Doelpunten |
| ------- | ----------------- | ---------- | ---------------- | ----------- | ---------- |
| 1993/94 | Estudiantes       | Argentinië | Primera División | 7           | 0          |
| 1994/95 | Estudiantes       | Argentinië | Primera División | 38          | 5          |
| 1995/96 | Estudiantes       | Argentinië | Primera División | 15          | 2          |
| 1995/96 | Boca Juniors      | Argentinië | Primera División | 17          | 4          |
| 1996/97 | Sampdoria         | Italië     | Serie A          | 32          | 5          |
| 1997/98 | Sampdoria         | Italië     | Serie A          | 29          | 2          |
| 1998/99 | Parma             | Italië     | Serie A          | 26          | 1          |
| 1999/00 | SS Lazio          | Italië     | Serie A          | 31          | 8          |
| 2000/01 | SS Lazio          | Italië     | Serie A          | 22          | 3          |
| 2001/02 | Manchester United | Engeland   | Premier League   | 26          | 5          |
| 2002/03 | Manchester United | Engeland   | Premier League   | 25          | 2          |
| 2003/04 | Chelsea           | Engeland   | Premier League   | 7           | 1          |
| 2004/05 | Internazionale    | Italië     | Serie A          | 24          | 3          |
| 2005/06 | Internazionale    | Italië     | Serie A          | 25          | 0          |
| 2006/07 | Estudiantes       | Argentinië | Primera División | 30          | 2          |
| 2007/08 | Estudiantes       | Argentinië | Primera División | 18          | 7          |
| 2008/09 | Estudiantes       | Argentinië | Primera División | 18          | 3          |
| 2009/10 | Estudiantes       | Argentinië | Primera División | 27          | 4          |
| 2010/11 | Estudiantes       | Argentinië | Primera División | 24          | 2          |
| 2011/12 | Estudiantes       | Argentinië | Primera División | 17          | 2          |
| 2012/13 | Estudiantes       | Argentinië | Primera División | 23          | 11         |
| 2013/14 | Estudiantes       | Argentinië | Primera División | 22          | 0          |
| 2016/17 | Estudiantes       | Argentinië | Primera División | 0           | 0          |
| Totaal  |                   |            |                  | 478         | 71         |

## Erelijst
Estudiantes
- Primera B Nacional: 1994/95
- Primera División: 2006 Apertura, 2010 Apertura
- CONMEBOL Libertadores: 2009

 Parma
- Coppa Italia: 1998/99
- UEFA Cup: 1998/99

 Lazio
- Serie A: 1999/00
- Coppa Italia: 1999/00
- Supercoppa Italiana: 2000
- UEFA Super Cup: 1999

 Manchester United
- Premier League: 2002/03

 Internazionale
- Serie A: 2005/06
- Coppa Italia: 2004/05, 2005/06
- Supercoppa Italiana: 2005